# 織田信直
織田 信直（おだ のぶなお）は、戦国時代から安土桃山時代にかけての武将。名は信時とも。通称は又六郎、又八郎、左衛門。

## 略歴
織田氏（藤左衛門家）・織田信張の子として誕生。母は織田信康の娘。
信直の時代の藤左衛門家は織田信長の弾正忠家に圧倒されていたが、信直は織田信秀の娘婿、すなわち信長の妹婿であったことから一門として重んじられていた。
小田井城に居を持ち父・信張と行動を共にしていた。天正2年（1574年）7月、第三次長島攻めに従軍。同年9月29日、一揆勢の捨て身の攻撃に遭い討ち死にした。享年29。
名古屋市の善光寺別院願王寺に肖像画が残る。

## 系譜
子女は2男1女。
- 父：織田信張
- 母：織田信康娘
- 妻：栄輪院 - 小田井殿、織田信秀六女、織田信長の異母妹、池田恒興の異父妹。生母は織田信長の乳母を務めた養徳院。
  - 嫡男：織田信氏
  - 次男：織田忠辰
  - 女子：牧野宮内少輔娘 - 後荒尾成房継室

妻小田井殿の生母が織田信長の乳母を務めた養徳院であることから、子孫は池田氏と共に行動することが多く、江戸時代は池田家家臣となる子孫もいた。
長男の信氏は、天正9年（1581年）の馬揃えで御連枝の衆として参加した。次男の忠辰は最後の小田井城城主で子孫は尾張藩士となった。娘は牧野宮内少輔の室のちに荒尾成房の室。